# Władysław Czajewski
Władysław Czajewski (ur. 13 marca 1925 w Jaśle, zm. 23 czerwca 2005 w Rzeszowie) – polski działacz kulturalny, w latach 1972-1990 dyrektor Muzeum – Zamku w Łańcucie. Honorowy obywatel Łańcuta.

## Życiorys
Po II wojnie światowej pracował w rzeszowskiej oświacie; w latach 1964–1972 kierował wydziałem kultury Wojewódzkiej Rady Narodowej w Rzeszowie, następnie był zastępcą dyrektora Teatru im. Wandy Siemaszkowej w Rzeszowie (1972-1973), od 1973 dyrektorem Muzeum-Zamku w Łańcucie. W okresie pełnienia przez Władysława Czajewskiego funkcji dyrektora muzeum doczekało się rekordowej liczby zwiedzających (do 350 tysięcy rocznie), otwarto nowy dział - historii miasta i regionu, rozpoczęto także remont łańcuckiej synagogi. Czajewski zainicjował Międzynarodowe Kursy Muzyczne im. Zenona Brzewskiego w Łańcucie. Przeszedł na emeryturę w 1990, ale zasiadał nadal w komitecie organizacyjnym kursów muzycznych; miasto Łańcut nadało mu honorowe obywatelstwo.